# دانشگاه علوم زیستی ورشو

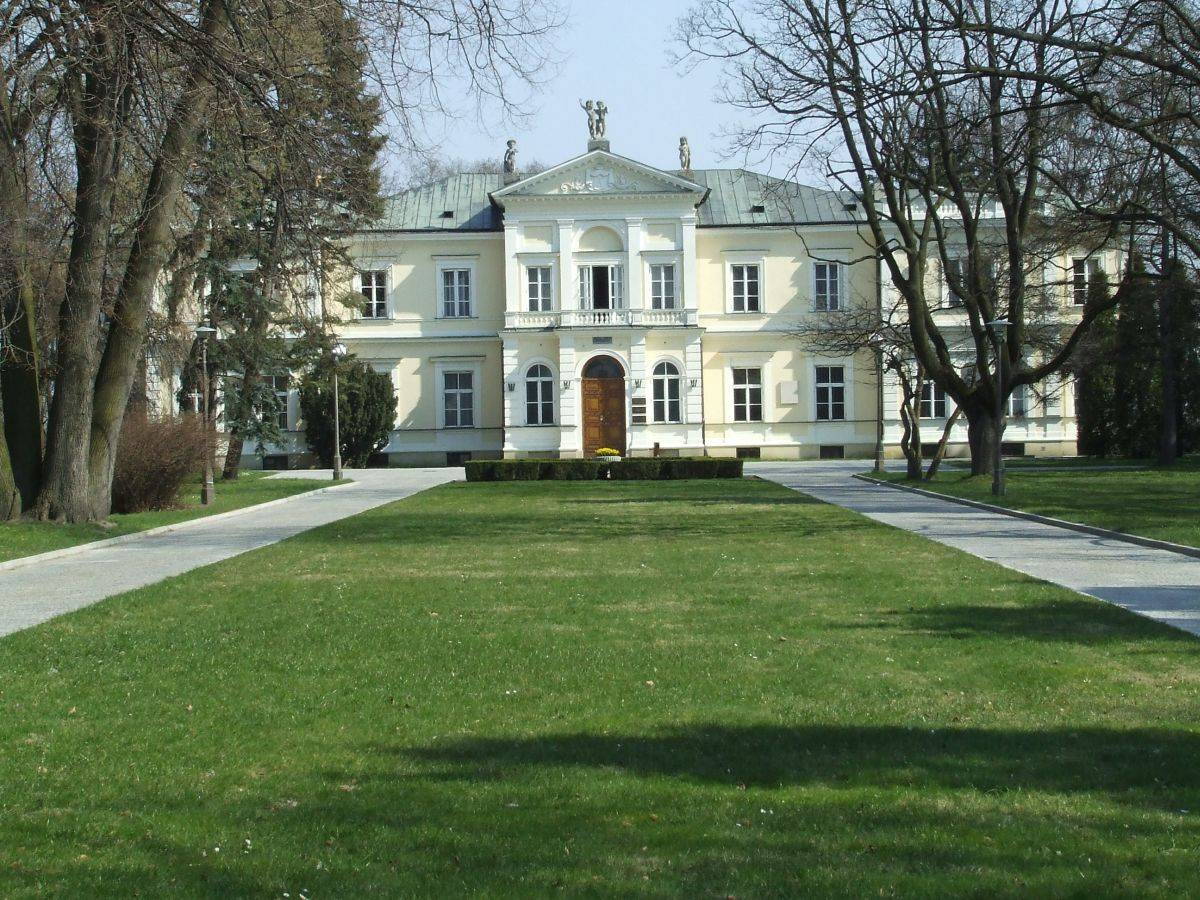
دانشگاه علوم زیستی ورشو

دانشگاه علوم زیستی ورشو (به لهستانی: Szkoła Główna Gospodarstwa Wiejskiego) بزرگترین دانشگاه علوم کشاورزی در لهستان است. این دانشگاه در سال ۱۸۱۶ تاسیس شد. این دانشگاه در ناحیهٔ مری مونت یکی از ناحیه‌های شمالی وَرشَو (به زبان لهستانی Warszawa تلفظ وَرشاوا) پایتخت کشور لهستان قرار دارد.